# Кароліна Статчбері
Кароліна Статчбері (англ. Carolina Stutchbury; нар. 23 жовтня 2005 року) — британська фехтувальниця на рапірах, презерка чемпіонатів Європи.